# Маркетинг
Ма́ркетинг или марке́тинг (от англ. marketing «рыночная деятельность») — организационная функция и совокупность процессов создания, продвижения и предоставления продукта или услуги покупателям и управление взаимоотношениями с ними с выгодой для организации. Более кратко, маркетинг — деятельность, направленная на удовлетворение рыночных потребностей с целью извлечения прибыли. В общем смысле предназначение маркетинга состоит в «определении и удовлетворении человеческих и общественных потребностей».

## Определения маркетинга
В современной литературе существует огромное количество определений маркетинга. Приведём некоторые из них:

Маркетинг — вид человеческой деятельности, направленный на удовлетворение нужд и потребностей посредством обмена.— Филип Котлер «Основы маркетинга» Краткий курс.: Пер. с англ. — М.: Издательский дом «Вильямс», 2007. — 656 с.

Маркетинг — это социальный процесс, направленный на удовлетворение потребностей и желаний людей и организаций путём обеспечения свободного конкурентного обмена товарами и услугами, представляющими ценность для покупателя и т. п.— Ламбен Жан-Жак «Стратегический маркетинг. Европейская перспектива» — СПб.: Наука, 1996 . — 589 с.

Маркетинг согласно его широкому пониманию — это социально-управленческий процесс, посредством которого индивидуумы и группы людей путём создания продуктов и их обмена получают то, в чём они нуждаются.— Голубков Е. П. «Маркетинговые исследования: теория, методология и практика». — М.: Издательство «Финпресс», 2005. — 464 (339)с.

 С юридической точки зрения, маркетинг — это управление рынком со стороны поставщиков и заказчиков товарной продукции (в том числе потенциальных поставщиков и заказчиков) в части возмездных переуступок прав собственности на неё.— проф., д.э.н. О. Н. Дмитриев

Маркетинг — это вид деятельности, включающий в себя комплекс практик и процессов, направленных на разработку, коммуникацию, доставку и обмен предложениями, которые обладают ценностью для клиентов, партнеров и общества в целом.— Американская ассоциация маркетинга (AMA)

Маркетинг — это рыночная философия, стратегия и тактика мышления и действия субъектов рыночных отношений: не только производителей и посредников в коммерческой деятельности, но и потребителей, а также поставщиков, практических экономистов, учёных, целых организаций, вплоть до правительственных органов.— А. П. Панкрухин «Маркетинг»: Учеб. для студентов, обучающихся по специальности 061500 «Маркетинг»/ Гильдия маркетологов. — 3-е изд. — М.: Омега-Л, 2005. - 656 с.

## История
В 1902 году в университетах США были прочитаны первые курсы маркетинга: Эдвард Джонс (англ. Edward Jones) — Мичиганский университет, Саймон Литман (англ. Simon Litman) — Калифорнийский университет в Беркли, Джордж М. Фиск (англ. George M. Fisk) — Иллинойский университет.
В 1926 году в США создана Национальная ассоциация маркетинга и рекламы. На её основе сформировано Американское общество маркетинга, а в 1973 году эта организация была переименована в Американскую ассоциацию маркетинга (АМА). Позже аналогичные ассоциации и организации появились в Западной Европе, Канаде, Австралии и Японии.
В дальнейшем маркетинг стал развиваться в рамках менеджмента как синтез экономической теории и экономики отдельных отраслей хозяйства, постепенно становясь его новой философией. В 1940—1950-х годах маркетинг сомкнулся с теорией управления, образовав новую — рыночно-ориентированную теорию управления (так называемый маркетинг-менеджмент). Наряду со сбытом экономисты включили в неё детальный анализ рынка, а затем в 1960—1970-е годы добавили программы налаживания долговременных экономических связей с потребителями (CRM-концепция) и сегментирование рынка. Позже были разработаны методы кредитования покупателя, послепродажного обслуживания и др.
Новый этап маркетинга объявляется как стратегическое управление на основе маркетингового подхода, при котором часть его функций передают на стратегический уровень.
В СССР в середине 1970-х годов была сформирована Секция маркетинга при Торгово-промышленной палате СССР. 

В 1990 году сформировалась Всесоюзная ассоциация маркетинга; позднее, после распада СССР, была переименована во Всероссийскую ассоциацию маркетинга. 

Сейчас в России существует некоммерческое объединение («некоммерческое партнерство») специалистов по маркетингу и рекламе «Гильдия маркетологов».
Маркетинг как дисциплина преподаётся студентам большинства экономических специальностей.

## Основные понятия маркетинга
Далее приведены основные понятия маркетинга:
- Нужда (англ. Need) — чувство ощущаемой человеком нехватки чего-либо.
- Потребность (англ. Want) — нужда, принявшая специфическую форму в соответствии с культурным уровнем и личностью индивида.
- Спрос (англ. Demand) — потребность, подкреплённая покупательной способностью.
- Предложение (англ. Supply) — понятие, отражающее поведение компании на рынке, её готовность произвести (предложить) какое-либо количество товара и услуг за определённый период времени при определённых условиях.
- Товар (англ. Product) — всё, что может удовлетворить потребность или нужду и предлагается рынку с целью привлечения внимания, приобретения, использования или потребления.
- Обмен (англ. Exchange) — акт получения от кого-либо желаемого объекта с предложением чего-либо взамен.
- Сделка (англ. Transaction) — коммерческий обмен ценностями между двумя сторонами.
- Рынок (англ. Market) — совокупность существующих и потенциальных покупателей товара.
- Сегмент рынка (англ. Market segment) — крупная, чётко определённая группа покупателей внутри рынка со сходными потребностями и характеристиками, в отличие от других групп целевого рынка.
- Поставщики (англ. Suppliers) — субъекты маркетинговой системы, в функции которых входит обеспечение организаций-партнёров и других компаний необходимыми материальными ресурсами.
- Конкуренты (англ. Competitors) — юридические или физические лица, соперничающие, то есть выступающие в качестве соперника по отношению к другим предпринимательским структурам или предпринимателям на всех этапах организации и осуществления предпринимательской деятельности.
- Посредники (англ. Distributors) — юридические или отдельные физические лица, которые помогают организациям-производителям продвигать, доставлять потребителям и продавать их продукты.
- Потребители (англ. Consumers) — юридические, отдельные физические лица или их потенциальные группы, готовые приобрести товары или услуги, находящиеся на рынке, и обладающие правами выбирать товар, продавца, предъявлять свои условия в процессе купли-продажи[13].
- Ассортимент (англ. Assortment, range) — состав продаваемой фирмой продукции по группам, видам, типам, сортам, размерам и маркам. Различается широтой (количеством товарных групп) и глубиной (количеством моделей, видов марки в каждой группе).
- Товарный знак (англ. Trade mark) — знак, символ, слова или их сочетание, помогающие потребителям отличить товары или услуги одной компании от другой.
- Конкурентные преимущества (англ. Competitive advantages) — факторы, определяющие превосходство компании над конкурентами, измеряемые экономическими показателями такими как: дополнительная прибыль, более высокая рентабельность, рыночная доля, объём продаж.
- Макросреда (англ. Macroenvironment) — факторы, оказывающие влияние на микросреду компании. К ним относятся: демографические, экономические, природные, научно-технические, политические и культурного характера.
- Микросреда компании (англ. Microenvironment) — факторы, тесно связанные с компанией и воздействующие на её способность обслуживать целевых клиентов. Она включает: саму компанию, посредников, поставщиков, конкурентов, целевых потребителей и контактные аудитории[14].

## Основные задачи, цели и функции маркетинга
Один из ведущих теоретиков по проблемам управления, Питер Друкер, говорит об этом так: «Цель маркетинга — сделать усилия по сбыту ненужными. Его цель — так хорошо познать и понять клиента, что товар или услуга будут точно подходить последнему и продавать себя сами».— «Основы маркетинга», Филипп Котлер.
Основные задачи маркетинга:
- Изучение рынка как такового, изучение потребителей, структуры фирм, товаров и анализ внутренней среды предприятий.
- Исследование, анализ и оценка нужд реальных и потенциальных потребителей продукции фирмы в областях, интересующих фирму.
- Маркетинговое обеспечение разработки новых товаров и услуг фирмы.
- Анализ, оценка и прогнозирование состояния и развития рынков, на которых оперирует или будет оперировать фирма, включая исследование деятельности конкурентов, управление качеством и конкурентоспособности готовой продукции.
- Организация материально-технического снабжения.
- Формирование ассортиментной политики фирмы.
- Разработка ценовой политики фирмы, разработка механизма изменения цен в меняющихся условиях.
- Участие в формировании стратегии и тактики рыночного поведения фирмы, включая разработку ценовой политики.
- Сбыт продукции и услуг фирмы.
- Коммуникации маркетинга.
- Сервисное обслуживание.
- Организация поощрений покупателей и потребителей.
- Лидогенерация.

Сет Годин (в 2018 году был введен в Зал славы Американской маркетинговой ассоциации) выделяет такие ключевые задачи маркетинга:
- Создание ценности: Маркетинг направлен на создание продуктов и услуг, которые приносят реальную пользу потребителям.
- Построение долгосрочных отношений: Основная задача маркетинга — не просто привлечь клиента, но выстроить долгосрочные отношения с ним. А задача рекламы — заслужить разрешение обращаться далее и желание вас слушать.
- Понимание аудитории: Важно понимать, кто является вашей аудиторией, что она ценит и какие у неё есть проблемы, которые маркетинг должен решать.
- Инновации: Маркетинг должен постоянно искать новые способы доставки ценности, включая инновационные продукты и услуги.
- Коммуникация: Эффективное общение с аудиторией является ключевым для успеха маркетинговых усилий.

В маркетинге выделяются 4 блока комплексных функций:
- аналитическая функция,
- производственная функция,
- сбытовая функция,
- функция управления и контроля.[15]

Некоторые специалисты, кроме этих 4-х функций, добавляют ещё одну: формирующую (убеждать и стимулировать).

### Место маркетинга среди других организационных бизнес-процессов
Маркетинг и менеджмент имеют похожую терминологию, но смысл терминов часто различается. Причиной такого положения дел является то, что маркетинг взаимодействует с внешней средой бизнес-организаций, участники которой независимы и действуют в соответствие со своими интересами и целями. В противоположность этому менеджмент взаимодействует с внутренней средой, все элементы которой являются объектами управления. Поэтому в менеджменте руководители могут целенаправленно руководить и управлять действиями подчинённых, а во внешней среде маркетологи основным видом воздействия считают влияние и развитие интереса у аудитории. Во внешней среде источником решений являются рыночная ситуация, а во внутренней среде — решения руководителей. Менеджеры управляют издержками организации, то есть тем, на что могут влиять напрямую. Маркетологи же управляют прибылью организации, на которую влияют опосредовано, предлагая потребителям востребованные товары. Во внутренней среде конкуренция воспринимается как борьба, а во внешней среде конкуренты занимаются адаптацией к запросам потребителей.

## Методы маркетинга
Все вышеописанные задачи и функции выполняются следующими методами маркетинга:
- аналитика;
- опросы;
- наблюдения;
- планирование и прогнозы;
- проведение A/B-тестирований;
- разработка политики ценообразования;
- информационные методы;
- PR и рекламные методы;
- личные продажи;
- консультации;
- программы лояльности;
- пропаганда

## Маркетинг-микс (комплекс маркетинга)

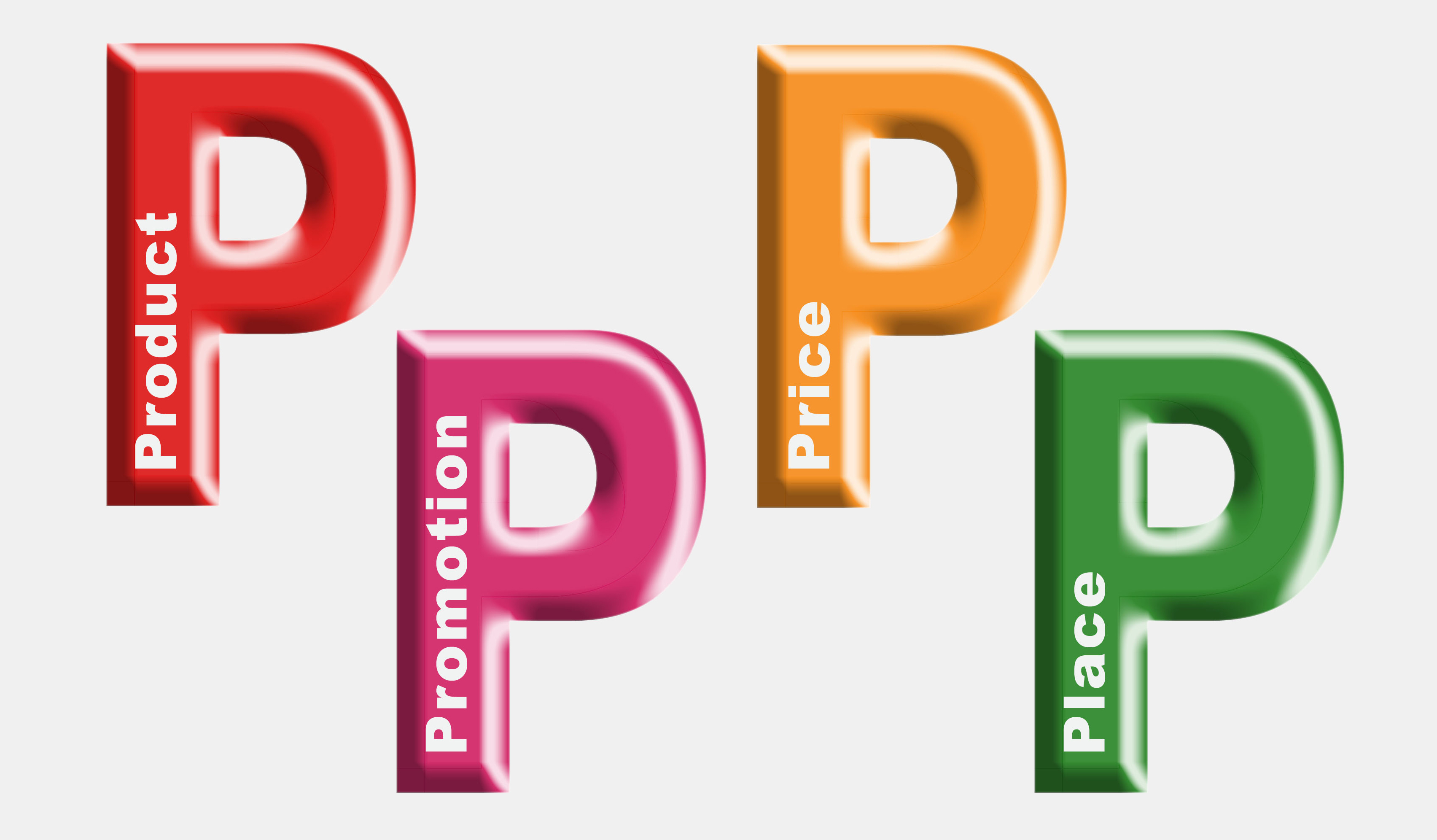
Элементы маркетинг-микса (4p)

Маркетинг-микс — набор инструментов маркетинга, воздействующих на спрос потребителей, а также комбинированное и координированное использование этих инструментов.
Теория и практика маркетинга основываются на комплексе маркетинга. В классическом представлении маркетинг-микс состоит из четырёх элементов, которые составляют разные виды политики маркетинга: товарную, ценовую, сбытовую и политику продвижения. В то же время комплекс маркетинга представляет собой минимальный алгоритм для разработки маркетингового плана и анализа маркетинговой деятельности бизнеса.
По одной из версий, термин «маркетинг-микс» (англ. marketing mix) в 1953 году представил Нил Борден, ссылаясь на работы Джеймса Каллитона. А уже ставшие каноническими 4P (англ. product, price, place, promotion) предложил Джерри Маккарти в 1960 году.

### 4P
- Продукт (англ. product, также называют «товар»[18]) — всё, что может удовлетворить какие-нибудь потребности (физические предметы, услуги, люди, предприятия, виды деятельности, идеи). Как только продукту назначена цена и он поступил на рынок, он становится товаром. Поэтому термин «товар» используется наравне с термином «продукт». Компоненты, включаемые в элемент «продукт»:
  - товар как таковой (предлагается к продаже и обладает качественными характеристиками, удовлетворяющими потребности покупателей)[18]
  - товарный знак (символ, который в психике потребителей ассоциируется с товаром или фирмой) — стереотип представления о товаре или фирме, который искусственно внедрён в психику потребителей[18]
  - упаковка (инструмент, который используется для адресного сообщения людям и для стимулирования к действию по покупке товара)[18]
  - услуги (преимущества/удобства — или продаваемые отдельно, или предоставляемые по поводу покупки товара без прямой связи с ним)[18]
  - гарантия (показатель соответствия товара заявленным к продаже потребительским свойствам)[18][19]
  - сервисное обслуживание (обслуживание по гарантии — маркетинговый инструмент для стимулирования доверия к товару и побуждения к его покупке) — предназначено для реагирования покупателей на наличие такой возможности (стимулирует покупку товара) и для удовлетворения от пользования товаром (стимулирует повторные покупки того же бренда)[18]
- Цена (англ. price) — под ценой понимается количество денег, запрашиваемое за продукцию или услугу, или сумма благ, ценностей, которыми готов пожертвовать потребитель в обмен на приобретение определённой продукции или услуги. Компоненты, включаемые в элемент «цена»:
  - ценообразование (процесс определения цены товара, по которой товар выставляется на продажу)[18]
  - скидка (инструмент стимулирования покупателей к покупке товара — заключается в том, что снижается цена товара, предложенная к продаже)[18]
- Место (англ. place, также называют «сбыт»[18], «распределение»[18]) или методы распространения или доведение продукта до потребителя — главным содержанием элемента комплекса маркетинга «доведение продукта до потребителя» является выбор оптимальной схемы доставки продукта от производителя к потребителю, её физическое воплощение (организация транспортировки, хранения, обработки груза), а также послепродажное (сервисное) обслуживание потребителей. Компоненты, включаемые в элемент «место»:
  - каналы сбыта (товародвижения, распределения) — траектория движения товара от производителя (поставщика) к конечному потребителю. Длина канала характеризуется количеством посредников между поставщиком и потребителем. Обычно имеется соответствие каналов сбыта и сегментов рынка. В задачи маркетинга входит управление эффективностью каналов, понимаемой как их пропускная способность.[18]
  - процесс сбыта — процесс перемещения товара от поставщика к потребителю. Процесс сбыта определяется условиями и параметрами контракта поставки (договора): способ и тип доставки, размер партии, условия и способ оплаты, периодичность поставки. В задачи маркетинга входит состыковка потребностей и нужд всех участников каналов распределения товаров с целью реализации максимальной экономической выгоды. Процессами сбыта занимается маркетинговая логистика.[18]
- Продвижение продукта (англ. promotion) — совокупность различных видов деятельности по доведению информации о достоинствах продукта до потенциальных потребителей и стимулированию возникновения у них желания его купить (реклама, пиар, личные продажи, sales promotion (стимулирование сбыта)[23]). Компоненты, включаемые в элемент «продвижение»:
  - прямые (личные) продажи (осуществление продажи в процессе непосредственной коммуникации между продавцом и покупателем)[18]
  - реклама (продвижение товара или услуги, которое осуществляется продавцом не лично, но оплачивается им) — создаёт и продвигает благоприятный образ товара или услуги[18]
  - пропаганда[18] (PR, паблисити, связи с общественностью) — активность, создающая благоприятный образ фирмы или торговой марки. Как правило, используются методы и инструменты, не предусмотренные Законом РФ «О рекламе»[18]
  - стимулирование продаж — процессы, не являющиеся прямыми продажами, рекламой или пропагандой, и направленные на создание стимулов для труда работников и/или активности контрагентов, такие как методы морального и материального поощрения сотрудников и контрагентов, мотивирующие к достижению и перевыполнению запланированных целей продаж. Например, премии, подарки, льготы, грамоты и благодарности.[18]

### Развитиетеории 4P
Иногда в комплекс маркетинга включают и другие элементы, начинающиеся на букву Р.

#### Теория 7P
В 1981 году Бумс и Битнер, разрабатывая концепцию маркетинга в сфере услуг, предложили дополнить маркетинг-микс тремя дополнительными P:
- Люди (англ. people) — все люди, прямо или косвенно вовлечённые в процесс оказания услуги, например, сотрудники и другие клиенты.
- Процесс (англ. process) — процедуры, механизмы и последовательности действий, которые обеспечивают оказание услуги.
- Физическое окружение (англ. physical evidence) — среда или обстановка, в которой происходит предоставление услуги, а также любые осязаемые объекты, используемые в процессе обслуживания или передающие потребителю определённую информацию.

#### Другие теории
На основе маркетинг-микса также появились такие модели, как «4А», «4С» и «4D», а также модель Майкла Портера «5 сил».
Ягдишм Шетом акцентировал внимание маркетологов на основных критериях, которыми руководствуется в своём выборе потребитель: осведомлённость (англ. Awareness), приемлемость (англ. Acceptability), доступность (англ. Affordability) и лёгкость приобретения (англ. Accessibility).
Роберт Лотерборн предложил концепцию 4C, по которой четыре «Р» компании-поставщика соответствуют четырём «С» потребителя [Customer (потребитель) cost (стоимость) convenience (удобство) communication (коммуникации).
Томас Гэд стал основоположником теории 4D брендинга, в которой D — Dimension (измерение). Самих измерений в данной модели четыре: функциональное, социальное, ментальное и духовное.

## Концепции управления маркетингом
Концепция маркетинга представляет собой научно обоснованный замысел (проект) организации деятельности вообще и/или маркетинговой деятельности в частности, который основывается на конкретной руководящей идее, эффективной стратегии, необходимом оперативном инструментарии осуществления предпринимательства в целях достижения результатов, определяемых стратегическим планом предприятия или попроще это совокупность (единый комплекс) основных взглядов и методов ведения бизнеса, которые направлены на достижение стратегических целей компании: удовлетворение потребителя и получение прибыли.
Традиционно в теории маркетинга выделяют следующие концепции маркетинга, которые развивались по мере изменения экономической ситуации:
- Концепция совершенствования производства (англ. the production concept) исходит из того, что потребители будут благожелательны к товарам, которые широко распространены и доступны по ценам, а, следовательно, управление должно сосредоточить свои усилия на совершенствовании производства и повышении эффективности системы распределения.
- Концепция совершенствования товара (англ. product concept) исходит из того, что потребители будут проявлять интерес к товарам, предлагающим наивысшее качество, лучшие эксплуатационные характеристики и свойства, а, следовательно, организация должна сосредоточить свою энергию на постоянном совершенствовании товара.
- Концепция интенсификации коммерческих усилий (продаж) (англ. selling concept) исходит из того, что потребители не будут покупать товары фирмы в достаточных количествах, если она не предпримет достаточных усилий в сфере сбыта и стимулирования.
- Концепция маркетинга (англ. marketing concept) исходит из того, что залогом достижения целей организации являются определение нужд и потребностей условных рынков и обеспечение желаемой удовлетворённости более эффективными и более продуктивными, чем у конкурентов, способами. Объектом внимания в концепции маркетинга является не товар, а клиенты фирмы с их нуждами и потребностями. Прибыли при этом фирма получает благодаря созданию и поддержанию потребительской удовлетворённости.
- Концепция социально-этичного маркетинга (англ. societal marketing) исходит из того, что задачей фирмы является установление нужд, потребностей и интересов целевых рынков и обеспечение желаемой удовлетворённости более эффективными и более продуктивными (чем у конкурентов) способами с одновременным сохранением и укреплением благополучия потребителя и общества в целом.[26]

Эта концепция сформировалась сравнительно недавно, после того, как был сделан вывод о недостаточности концепции чистого маркетинга с позиции охраны окружающей среды, нехватки природных ресурсов и ряда других социально-этичных проблем. В конечном счёте, концепция чистого маркетинга не рассматривает проблемы возможных конфликтов между потребностями покупателя и его долговременным благополучием. Концепция социально-этичного маркетинга требует сбалансированности трёх факторов: прибылей фирмы, покупательных потребностей и интересов общества.
- Концепция маркетинга отношений (англ. relationship marketing) — основная идея маркетинга взаимодействия состоит в том, что объектом управления маркетингом становится не совокупное решение, а отношения (коммуникации) с покупателем и другими участниками процесса купли-продажи.

«Маркетинг отношений — практика построения долгосрочных взаимовыгодных отношений с ключевыми партнёрами, взаимодействующими на рынке: потребителями, поставщиками, дистрибьюторами в целях установления длительных привилегированных отношений».— Ф.Котлер
- Концепция международного маркетинга (англ. international marketing) — концепция, которая предусматривает планомерную, постоянную, активную работу на международном рынке на разных этапах продвижения товарной продукции, услуг к потребителю. Отличительной чертой международного маркетинга является полная и чёткая ориентация на зарубежного потребителя, стремление удовлетворить его нужды и потребности[29].
- Концепция холистического (целостного) маркетинга[30] основана на планировании, разработке и внедрении маркетинговых программ, процессов и мероприятий с учётом их широты и взаимозависимости. Холистический маркетинг признаёт, что в маркетинговом деле важно всё и что зачастую бывает необходим расширенный, интегрированный подход. Холистический маркетинг включает в себя четыре компонента: маркетинг взаимоотношений, интегрированный маркетинг, внутренний маркетинг и социально ответственный маркетинг. Таким образом, холистический маркетинг — подход, в котором делается попытка признать и сбалансировать различные компетенции и сложности маркетинговой деятельности.
- Концепция управления брендом — новое направление в теории маркетинг-менеджмента — бренд-менеджмент[31].

## Маркетинговые исследования
Маркетинговые исследования (англ. marketing research) — систематическое и объективное выявление, сбор, анализ, распространение и использование информации для повышения эффективности идентификации и решения маркетинговых проблем (возможностей).
Процесс маркетинговых исследований (англ. marketing research process) — комплекс действий из шести этапов, каждый из которых имеет свою задачу, решение которых необходимо для проведения маркетинговых исследований. Они включают в себя определение проблемы, разработку подхода к решению проблемы, формулирование плана исследования, проведение полевых работ, подготовку и анализ данных, а также подготовку и представление отчёта.
- Маркетинговое исследование для определения проблемы (англ. problem identification research) — исследование, которое предпринимается, чтобы помочь идентифицировать неочевидные проблемы, либо настоящие, либо такие, которые могут возникнуть в будущем. Исследования такого типа предоставляют информацию относительно маркетинговой среды и помогают диагностировать проблему.
- Маркетинговое исследование для решения проблемы (англ. problem solving research) — исследование, предпринимаемое, чтобы помочь решить конкретные маркетинговые проблемы.

Маркетинговая информационная система (англ. Marketing Information System — MIS) — формализованный порядок действий для получения, анализа, хранения и распространения на регулярной основе необходимой информации для лиц, ответственных за принятие решений в сфере маркетинга (обеспечивает информацию непрерывно, а не только на основании исследований, проводимых время от времени).
Согласно общепринятым взглядам, в процесс маркетинговых исследований вовлечены четыре заинтересованные стороны: собственно маркетолог-исследователь, его клиент, респондент и общественность.
Процесс маркетинговых исследований включает следующие этапы и процедуры:
- определение задач и целей исследования:
  - определение потребности в проведении маркетинговых исследований,
  - определение задач,
  - формулирование целей маркетинговых исследований,
- разработка плана исследований:
  - выбор методов проведения маркетинговых исследований,
  - определение типа требуемой информации и источников её получения,
  - определение методов сбора необходимых данных,
  - разработка форм для сбора данных,
  - разработка выборочного плана и определение объёма выборки,
- реализация плана исследований:
  - сбор данных,
  - анализ данных,
- интерпретация полученных результатов и их доведение до руководства (подготовка и презентация заключительного отчёта).

Методы сбора данных при проведении маркетинговых исследований можно классифицировать на две группы: количественные и качественные.
Качественное исследование (англ. qualitative research) является не структурированным, поисковым по своей природе, базируется на малых выборках и может использовать популярные качественные методы, такие как фокус-группы (групповые интервью), словесные ассоциации (просьба респондентов указать свои первые впечатления, которые ассоциируются с изучаемым объектом) и углублённые интервью (интервью один на один, которые изучают мысли респондентов).
Количественные исследования подразумевают проведение различных опросов, основанных на использовании структурированных вопросов закрытого типа, на которые отвечает большое число респондентов. Главной задачей количественных исследований является получение численной оценки состояния рынка или реакции респондентов на некое событие. Такими методами являются квартирные, уличные и телефонные опросы, экспертный опрос, холл-тест (тестирование и оценка концепции продукта, продукта, упаковки, рекламной концепции и так далее), хоум-тест (тестирование продуктов в обстановке, приближенной к реальности), кабинетное исследование (сбор и анализ вторичной информации), аудит розничных точек (retail-audit, анализ ассортимента, цен, дистрибуции и мерчендайзинговых материалов в розничных точках)  .

## Типы маркетинговых данных
В маркетинге используется широкий спектр данных. Ниже представлен список типов данных, которые активно применяются в маркетинге:
1. Демографические данные: информация о возрасте, поле, доходах, образовании и других характеристиках целевой аудитории.
2. Географические данные: отражают местоположение клиентов и позволяют нацеливать кампании на определенные географические регионы.
3. Поведенческие данные: эти данные отражают, как клиенты взаимодействуют с тем или иным продуктом / услугой / брендом.
4. Данные о транзакциях: информация о покупках клиентов, средних чеках, частоте покупок и других аспектах транзакций.
5. Социальные данные: включают данные из социальных сетей, такие как количество подписчиков, взаимодействия с постами, комментарии, репосты и тому подобное.
6. Данные о рекламных кампаниях: информация о производительности рекламных кампаний, например: клики, конверсии, стоимость клика (CPC) и стоимость конверсии (CPA) и многое другое. Набор данных зависит от поставленной цели рекламной кампании и платформы, которая их предоставляет.
7. Данные о взаимодействии с электронной почтой: отслеживание открытий, кликов, длительности просмотра и других действий на основе рассылок в электронной почте.
8. Аналитика веб-сайта: информация о посещениях, страницах просмотра и времени просмотра страниц, процентом соотношении отказов и так далее.
9. Обратная связь: отзывы, оценки, комментарии и жалобы клиентов. Данные, полученные в ходе исследований и/или опросов: в основном, содержат мнения и предпочтения фокус-группы[35].

## Виды маркетинга
В зависимости от этапов эволюции маркетинга, сфер его применения, характера спроса на рынке товаров и услуг выделяют такие характеристики маркетинга, как виды, формы и типы маркетинга.
Г. Л. Багиев и А. Н. Асаул в книге «Организация предпринимательской деятельности» дают следующую классификацию маркетинга:
В зависимости от вида деятельности отдельной личности или организации может быть: маркетинг организации, маркетинг отдельной личности (эгомаркетинг), маркетинг места, социальный маркетинг и другие.
По сфере применения различают потребительский, промышленный, инвестиционный маркетинг и маркетинг услуг.
По сфере обмена или по территориальному признаку наиболее часто выделяют национальный (региональный, локальный) маркетинг и международный (экспортный, глобальный, мировой) маркетинг.
В зависимости от цели обмена, результатов той или иной деятельности различают коммерческий и некоммерческий маркетинг.
Но отдельные школы маркетинга (американская, скандинавская, западноевропейская и другие) по-разному классифицируют маркетинг.
Ниже представлена классификация маркетинга в зависимости от состояния спроса на рынке и от охвата рынка.

### В зависимости от состояния спроса на рынке
- Конверсионный маркетинг применяется в условиях отрицательного спроса, когда значительная часть рынка не принимает продукт и даже может заплатить определённую цену за отказ от его использования. Задачей конверсионного маркетинга является изменение отрицательного отношения потребителей к продукту. Инструментами конверсионного маркетинга являются: переделка продукта, более эффективное его продвижение и снижение цены.
- Стимулирующий маркетинг связан с наличием товаров и услуг, на которые нет спроса по причине полного безразличия или незаинтересованности потребителей. План стимулирующего маркетинга должен учитывать причины такого безразличия и определить мероприятия по его преодолению.
- Развивающий маркетинг связан с формирующимся спросом на товары (услуги).
- Ремаркетинг оживляет спрос в определённый период угасания жизненного цикла товаров или услуг.
- Синхромаркетинг используют в условиях колеблющегося спроса. Например, товары сезонного потребления.
- Поддерживающий маркетинг используется, когда уровень и структура спроса на товары полностью соответствуют уровню и структуре предложения.
- Противодействующий маркетинг используется для снижения спроса, который с точки зрения общества или потребителя расценивается как иррациональный (например, спиртные напитки, табачные изделия).
- Демаркетинг используется для снижения спроса на свой продукт в ситуации, когда спрос превышает предложение, и нет возможности увеличить объём производства. Добиться подобных результатов можно, например, повышением цены на товар, снижением объёмов рекламы или усилий по продвижению. Цель демаркетинга (в отличие от противодействующего маркетинга) — не разрушить спрос на продукт, а лишь уменьшить его, сбалансировав с производственными мощностями.
- Маркетинг личности — деятельность, предпринимаемая для создания, поддержания или изменения поведения общественности по отношению к конкретному лицу[источник не указан 2298 дней][37].
- Маркетинг инноваций — маркетинговая деятельность, направленная на создание инноваций, ориентированных на рынок. Маркетинг инноваций представляет собой комплекс механизмов определения товаров и технологий, которые обладают новыми свойствами и направлены на создание, расширение или стабилизацию рынка новых товаров и услуг. Уровень новизны инновации в маркетинге инноваций определяет её инновационный потенциал (конкурентоспособность).[38]
- Сетевой маркетинг — форма ведения внемагазинной розничной торговли через персональные продажи.

### В зависимости от охвата рынка
- Массовый маркетинг предполагает ориентацию на максимально широкий круг потребителей без учёта различий между ними. (Я произвожу то, что нужно всем). Цель предприятия — установить низкие цены, так как снижаются затраты на массовое производство и продвижение.
- Концентрированный (целевой) маркетинг — ориентация на конкретный сегмент, стараясь максимально удовлетворить его потребности (товары для молодожёнов, ритуальные услуги). Преимущества: максимально полное удовлетворение потребности, используется маленькими компаниями. Недостатки: сегмент может неожиданно сократиться, ограничение возможного роста компании.
- Дифференцированный маркетинг — стремление к захвату большой части рынка в целом и при этом предложение нескольких разновидностей одного и того же товара, который отличается своими потребительскими качествами и может удовлетворить потребности многих сегментов (молочная компания, продукция разной жирности, сырки, творожок, йогурты). Преимущества: удовлетворение потребностей.

### Методы анализа (маркетинговые модели)
Маркетинговые модели используются не только для маркетингового анализа, но и для коммуникации отдела маркетинга с другими отделами:
- PEST-анализ
- SNW-анализ
- SWOT-анализ
- Анализ пяти сил Портера
- Матрица БКГ
- Матрица General Electric